# Bolitoglossa tica
Bolitoglossa tica е вид земноводно от семейство Plethodontidae. Видът е застрашен от изчезване.

## Разпространение
Разпространен е в Коста Рика.